# 歓びを歌にのせて
『歓びを歌にのせて』（よろこびをうたにのせて、スウェーデン語: Så som i himmelen、英語: As It Is in Heaven）は、2004年のスウェーデン映画。ケイ・ポラック監督作品。スウェーデン国内の動員数160万人。第77回（2004年）米国アカデミー外国語映画賞にノミネートされた。

## ストーリー
「音楽で人の心を開きたい」という夢を抱く人気指揮者ダニエル・ダレウスは、公演直後に心筋梗塞を起こし舞台で倒れ、一命は取り留めたが、それを機会に第一線から退いてしまう。病を押して彼が隠遁の地に選んだのは7歳のときに後にした故郷ノールランドの小村。酷い虐めにあった苦い思い出の地だ。転居して早々、ダニエルはスポーツ店主アーンから教会の聖歌隊への助言を求められる。聖歌隊に関わる村人たちはそれぞれ不満や悩みを抱えていた。夫の暴力に苦しむ歌の上手いガブリエラ、太っていると馬鹿にされるホルムフリッド、障害のせいで歌わせてもらえないトーレ…。初めは指導をためらっていたダニエルだったが、音楽の力を信じ、「声を感じあう」という独自の指導を始める。次第に音楽の歓びに浸っていく村人たちであったが、教会のスティッグ牧師は変化を嫌って干渉し始める。村でのコンサートが成功し、アーンが申し込んだインスブルックのコンクールから招待状が届く…。

## キャスト
| 役名                         | 俳優                   | 日本語吹替 |
| ---------------------------- | ---------------------- | ---------- |
| ダニエル                     | ミカエル・ニクヴィスト | 小杉十郎太 |
| レーナ                       | フリーダ・ハルグレン   | 田村聖子   |
| ガブリエラ                   | ヘレン・ヒョホルム     | 伊倉一恵   |
| アーン                       | レナート・ヤーケル     |            |
| スティッグ牧師               | ニコラス・ファルク     |            |
| インゲ（スティッグ牧師の妻） | インゲラ・オールソン   |            |
| コニー（ガブリエラの夫）     | ペア・モアベア         |            |